# Studentessi
Studentessi è l'ottavo album in studio del gruppo musicale italiano Elio e le Storie Tese, pubblicato nel 2008.

## Titolo
Il titolo Studentessi, fortemente voluto dal cantante Elio, è una citazione dell'ex attrice pornografica Cicciolina e prende il nome da un errore di grammatica commesso dall'attrice durante un'intervista televisiva.

## Produzione
Per questa incisione il gruppo si avvale delle collaborazioni di diversi artisti tra cui Antonella Ruggiero, Irene Grandi, Giorgia, Paola Cortellesi, Claudio Baglioni e Claudio Bisio.
La band torna dopo 5 anni dall'ultimo disco pubblicando per la prima volta uno studio album interamente autoprodotto. La distribuzione viene affidata a Self, al circuito digitale e a quello delle edicole grazie al Gruppo Editoriale L'Espresso.
Il disco è stato registrato e mixato con la collaborazione e produzione di MC Costa a cavallo dei mesi di marzo e dicembre 2007 negli studi VILLINOFRANCn di Lambrate e masterizzato nei Nautilus Studio di Milano il 23 gennaio 2008. Il testo definitivo de Il congresso delle parti molli è stato deciso e inciso solo la notte prima della masterizzazione del disco.
Il VILLINOFRANCn è la sede di Hukapan, casa discografica degli Elio e le Storie Tese. Prende questo nome dalla scritta in ferro battuto presente nel cancello d'entrata. VILLINOFRANCn è stato per qualche tempo uno dei possibili nomi del disco assieme a Lambro.

## Tracce
Testi di Stefano Belisari, eccetto dove indicato.
1. Studentessi – 0:46
2. Plafone (con Antonella Ruggiero) – 5:00 (testo: Conforti, Belisari – musica: Conforti)
3. Ignudi fra i nudisti (con Giorgia) – 4:34 (musica: Conforti, Fasani)
4. Tristezza – 4:32 (testo: Conforti, Belisari – musica: Conforti)
5. Effetto memoria [Inverno] – 1:01 (musica: Belisari)
6. Heavy Samba (con Irene Grandi) – 6:51 (musica: Civaschi, Fasani, Belisari)
7. Gargaroz – 5:45 (testo: Belisari, Fasani, Conforti – musica: Fasani, Belisari, Conforti, Civaschi)
8. Suicidio a sorpresa (con Paola Cortellesi) – 1:27 (musica: Conforti)
9. Suicidio a sorpresa allegro (con Paola Cortellesi) – 1:01 (musica: Conforti)
10. Suicidio a sorpresa andante con moto – 1:19 (musica: Civaschi, Belisari)
11. Suicidio a sorpresa allegro (con Paola Cortellesi) – 0:19 (musica: Conforti)
12. Suicidio a sorpresa allegretto (con Paola Cortellesi) – 1:52 (musica: Conforti, Belisari)
13. Effetto memoria [Primavera] – 1:31 (musica: Belisari)
14. La lega dell'amore (con Claudio Bisio) – 4:26 (Conforti, Belisari)
15. Indiani (a caval donando) – 5:51 (musica: Belisari, Conforti)
16. Effetto memoria [Estate] (con Claudio Baglioni) – 0:47 (musica: Belisari)
17. Supermassiccio – 5:22 (musica: Fasani, Civaschi, Conforti, Belisari)
18. La risposta dell'architetto – 4:43 (testo: Mangoni – musica: Fasani, Conforti)
19. Parco Sempione – 4:58 (testo: Belisari, Fasani – musica: Fasani, Belisari, Meyer, Civaschi, Conforti)
20. Il congresso delle parti molli – 7:08 (musica: Civaschi, Conforti, Belisari, Fasani)
21. Single (con Paolo Panigada [alias Feiez]) – 3:22 (testo: Panigada – musica: Conforti)
22. Effetto memoria [Autunno] (con Claudio Baglioni) – 5:49 (musica: Belisari)

Il disco si chiude con una traccia nascosta in cui Claudio Baglioni canta una versione estesa di Effetto memoria [Estate] accompagnandosi con la chitarra. La traccia nascosta si trova all'interno della canzone 22 e parte al minuto 4:30.

## Brani musicali
Plafone, composta interamente da Rocco Tanica, riprende esplicitamente le sonorità della PFM, dei Genesis e della musica "prog" anni settanta.
Ignudi fra i nudisti è in realtà una versione al contrario della canzone Suspicious Minds di Elvis Presley. Viene citato inoltre il ritornello di Rewind di Vasco Rossi, che significa per l'appunto riavvolgere. Fu composta da Rocco Tanica ed Elio.
Effetto memoria è cantato sulla musica usata per Gli occhi del cuore, sigla di apertura della serie televisiva italiana Boris composta da Elio. Le quattro versioni di Effetto memoria inserite lungo l'ascolto del disco presentano i quattro membri storici della band (Elio, Rocco Tanica, Faso e Cesareo) alternativamente nel ruolo di produttore. Per ogni diversa versione ciascun membro suona uno strumento diverso. Due versioni in particolare vedono Claudio Baglioni come voce solista.
Heavy Samba è invece l'incontro tra i ritmi della samba e un riff che ricorda da vicino i Led Zeppelin. Come anche il fatto che venga più volte ripetuta la parola "babe", discussa caratteristica dei testi dei Led, ad esempio "Babe I'm gonna leave you". Questi ultimi sono direttamente citati in una battuta della canzone, ricalcata da Stairway to Heaven. Il pezzo fu scritto da Cesareo, Faso ed Elio.
Gargaroz è stata poi usata, con testo cambiato, per la pubblicità del noto aperitivo Cynar. La canzone compare in una protoversione a cappella in The Gargaroz Connection, documentario girato da RaiSat Extra accompagnando Elio e le Storie Tese e i Negramaro alla serata Italia Wave organizzata dalla fondazione Arezzo Wave Italia all'interno dell'International Live Music Conference 2005 a Londra. La canzone nacque da Faso ed Elio, e fu poi sviluppata insieme a Rocco Tanica e Cesareo.
Suicidio a sorpresa è una pacata presa in giro della musica Death metal e Black metal e degli atteggiamenti che di solito vengono associati ai suoi ascoltatori (depressione, tentativi di suicidio, ricerca di una perduta "età dell'oro" in cui le band erano più sincere, letterine di sfogo mandate ai magazine del settore). In questa canzone vengono anche ridicolizzate le ipotesi di messaggi subliminali nella musica Death e Black Metal, dicendo che "…c'è chi dice che ascoltando una canzone Death Metal, puoi sentire dei messaggi che ascoltati all'incontrar, sono uguali al Death Metal che avevi prima di girarli…". Delle cinque parti che compongono la canzone, una è suonata riprendendo stilemi dal Death e dal Black e ha un testo nonsense che è proprio la riproduzione dei supposti messaggi subliminali presenti nelle canzoni di questo genere. Le altre parti hanno invece una base in stile Trio Lescano. Le parti jazz furono composte da Rocco Tanica, mentre la parte metal da Cesareo ed Elio.
La lega dell'amore non è un brano inedito in quanto era già presente nella scaletta del tour con Claudio Bisio Coèsi se vi pare del 2006; la versione nell'album differisce fondamentalmente per gli arrangiamenti dei fiati (con citazioni da Soul bossanova di Quincy Jones) e per gli inserti delle canzoni citate (Buonasera dottore di Claudia Mori, Chi non lavora non fa l'amore e La coppia più bella del mondo di Adriano Celentano). L'intro recitata da Claudio Bisio è ancora un tributo a Celentano (il testo riprende la canzone Tre passi avanti, ma la parola beat è sostituita da Bisio con il nome del gruppo), già presente anch'essa nel tour, e qui presa in giro da Rocco Tanica ("Scusa, Claudio, la puoi fare un po' tipo Celentano?") per l'imitazione fin troppo calcata. Il pezzo fu composto dallo stesso Rocco Tanica insieme a Elio.
Indiani (A caval donando) riporta diverse citazioni musicali soprattutto nell'intro, nel quale come in The Boys in the Band e The Runaway dei Gentle Giant, si sentono rispettivamente una moneta roteare e dei vetri rompersi a tempo con la musica. Vengono ripresi temi composti da Ennio Morricone per il western, assieme a Innamorati a Milano di Memo Remigi. Fu composta da Elio e Rocco Tanica. Quando il testo recita "Amico Cherokee", si sente una citazione dalla colonna sonora di Rocky ("amico, c'è Rocky!") e quando recita "Non capisco perché" le note sono chiaramente una citazione dal famoso tema musicale del film I magnifici sette. Le note del violino citano anche la Sinfonia numero 40 di Mozart. È omaggiato nel pezzo, infine, anche lo stile degli Shadows, famosi negli anni sessanta per il brano Apache.
Il titolo della canzone Supermassiccio in precedenza era Buco nero supermassiccio, probabilmente è stato sostituito per distaccarsi da Supermassive Black Hole, della band inglese Muse, dall'album del 2006 Black Holes and Revelations, e fu composta principalmente da Faso e Cesareo, con l'aiuto di Rocco Tanica ed Elio. Alla fine della canzone, si sente il rumore di un nastro che si riavvolge, che in realtà è una ghost track che, rallentata e ascoltata al contrario, cela un messaggio registrato da Mangoni: si tratta delle parolacce censurate nel testo del brano seguente, La risposta dell'architetto. Tale brano è, appunto, una "risposta" che Mangoni dà al brano Dentro alla scatola di Mondo Marcio. Fu composta da Faso e Rocco Tanica.
Single è un inedito risalente al 1997, scritto da Rocco Tanica e cantato da Feiez (con lo pseudonimo di Luigi Piloni), usato come sigla per una trasmissione radiofonica di Radio Rai condotta da Bruno Gambarotta e Luciana Littizzetto. La traccia, persa nella sua registrazione originale, è stata rimasterizzata e ripulita da una registrazione radiofonica ottenuta da un fan. Contiene una citazione dal celebre brano La mia canzone al vento (di Bixio, Cherubini).
Le canzoni Il congresso delle parti molli, Indiani (A caval donando) e Parco Sempione (composta principalmente da Faso, Elio e Christian Meyer, con qualche contributo di Cesareo e Rocco Tanica) erano state presentate al pubblico durante il tour estivo 2007 (le prime due con il testo leggermente differente da quello poi inciso su disco).
Da notare infine come l'intro de Il congresso delle parti molli riprende quello della canzone Getting Better dei Beatles (facente parte dell'album Sgt. Pepper's Lonely Hearts Club Band).

## Singoli
Il primo singolo estratto dall'album è Parco Sempione, pubblicato in distribuzione digitale, su cd e su disco in vinile di 7 pollici a tiratura limitata. Giovedì 7 febbraio 2008 Parco Sempione è stato presentato in anteprima nazionale sulle frequenze di Radio Deejay all'interno della trasmissione Deejay chiama Italia condotta da Linus e Nicola Savino, anche se è stata suonata più volte durante i concerti tenuti dalla band nel 2007. È stato anche realizzato un video della canzone in cui sono presenti Maccio Capatonda e gli altri attori della Shortcut Productions, pubblicato dalla stessa band su YouTube Il secondo singolo estratto dall'album è Ignudi fra i nudisti, pubblicato il 17 giugno 2008.
Il video della canzone, in cui è presente anche Giorgia, è disponibile su YouTube ed è stato pubblicato dalla stessa band. Anche questo videoclip è stato realizzato dalla Shortcut Productions e presenta un'apparizione dei suoi componenti.

## Formazione
- Elio: voce, chitarra in Effetto Memoria
- Rocco Tanica: tastiere, sintetizzatori, pianoforte, vocoder, voce
- Cesareo: chitarra, voce
- Faso: basso, batteria in Effetto Memoria, voce
- Christian Meyer: batteria
- Jantoman: tastiere, voce

Altri musicisti
- Feiez: voce in Single
- Luca Mangoni: voce in La risposta dell'architetto.
- Demo Morselli: arrangiamento fiati e tromba in: Tristezza, Parco Sempione, Suicidio a sorpresa, Ignudi fra i nudisti, Supermassiccio
- Vittorio Cosma: tastiera nel finale de Il Congresso delle parti molli e introduzione parlata ad alcune canzoni
- Claudio Bisio: voce in La lega dell'amore
- Paola Cortellesi: voce in Suicidio a sorpresa
- Antonella Ruggiero: voce in Plafone
- Giorgia: voce in Ignudi fra i nudisti
- Irene Grandi: voce in Heavy Samba
- Claudio Baglioni: voce in Effetto Memoria (estate) e Effetto Memoria (autunno)
- MC Costa: registrazione, missaggio, programmazione in tutti i brani
- Massimo Zagonari: sassofono e flauto in Ignudi fra i nudisti, Tristezza e Parco Sempione
- Ambrogio Frigerio: trombone in Ignudi fra i nudisti, Parco Sempione e Tristezza
- Lucio Fabbri: violino in Indiani (A caval donando)
- Remo Ceriotti: banjo in Indiani (A caval donando)
- Paola Folli: voce in Suicidio a sorpresa
- Lola Feghaly: voce in Suicidio a sorpresa
- Max Tempia: editing dei fiati

Meritano una menzione Guido Meda, Carla Fracci, Maurizio Crozza e Vittorio Cosma che appaiono come voci recitanti.

## Andamento in classifica
| Posizione | 5 | 7 | 10 | 10 | 13 | 34 | 39 | 35 | 34 | 61 | 74 | 77 | 82 | -- | 93 |